# The Little Review
The Little Review fue una revista literaria de la vanguardia estadounidense fundada por Margaret Anderson en el histórico Fine Arts Building de Chicago, que publicó obras literarias y artísticas desde 1914 hasta mayo de 1929.  Con la ayuda de Jane Heap y Ezra Pound, Anderson creó una revista que presentaba una amplia variedad de autores modernistas y cultivaba textos tempranos de escritura y arte experimentales. Muchos contribuyentes fueron estadounidenses, británicos, irlandeses y franceses. Además de  incluyó textos tempranos de obras surrealistas y dadaístas. El trabajo más conocido de la revista fue la publicación en capítulos hasta 1920 del Ulises de James Joyce.

## Historia
Margaret Anderson concibió The Little Review en 1914 durante el Renacimiento literario de Chicago, poniéndole el nombre en honor al Chicago Little Theatre,principal impulsor del naciente Little Theatre Movement. En el editorial de apertura de The Little Review, Anderson pidió la creación de una nueva forma de crítica del arte, enfatizando que “... la crítica como arte no ha florecido en este país. Vivimos demasiado rápido para tener tiempo de agradecer; y la crítica, al fin y al cabo, sólo tiene un sinónimo: el aprecio”. Esta filosofía conformó la revista a lo largo de sus quince años de publicación.  En los primeros años, The Little Review publicó una amplia variedad de literatura, ensayos y poesía. La revista defendió durante un breve tiempo el feminismo y el anarquismo. Emma Goldman fue una figura clave durante este periodo, fue colaboradora habitual mientras Anderson escribía editoriales defendiendo el anarquismo y el arte. En 1916, Heap se convirtió en coeditora de la revista y permaneció hasta 1929.
En 1916, The Little Review fue publicada, durante un tiempo, en San Francisco (después de Chicago, ya que durante un tiempo, Anderson y Heap publicaron The Little Review en un rancho en Muir Woods, en el suroeste del condado de Marin, California, en el área de la Bahía de San Francisco). Ezra Pound se acercó a Anderson a finales de 1916 para colaborar con la revista. Pound se convirtió en editor externo en 1917. Ese mismo año The Little Review se mudó a Greenwich Village en Nueva York y después Anderson la trasladó a París.

### Juicio por obscenidad deUlises
La revista publicó por entregas el Ulises de Joyce a partir de 1918. The Little Review continuó publicando Ulises hasta 1921, cuando la oficina de correos confiscó copias de la revista y se negó a distribuirlas alegando que Ulises constituía material obsceno. La revista, Anderson y Heap fueron a juicio por el contenido de Ulises. John Quinn, abogado y conocido mecenas, los defendió en el juicio y perdió. La sentencia obligó a los editores a pagar una multa de cincuenta dólares cada uno. Anderson consideró dejar de publicar la revista después del juicio.
El juicio fue reflejado en Girls Lean Back Everywhere por el abogado Edward de Grazia, cuyo título del libro se basó en una cita de Jane Heap.
Aunque el juicio por obscenidad fue aparentemente sobre Ulises, Irene Gammel sostiene que The Little Review fue atacada por su tono subversivo general y, en particular, por su publicación de los escritos sexualmente explícitos de la baronesa Elsa von Freytag-Loringhoven. Heap defendió la poesía dadaísta de la baronesa, imprimiéndola junto a Ulises de 1918 a 1921 y convirtiendo a Freytag-Loringhoven en el poeta publicado con más frecuencia en la revista.  Heap y la baronesa compartían una agenda feminista. Gammel escribió: “Si Heap era el mariscal de campo en la batalla de la vanguardia con The Little Review contra las convenciones puritanas y la estética sexual tradicional, la baronesa fue el arma”. Tras el juicio por obscenidad, Anderson y Heap se vieron obligadas a restringir el contenido de la revista a material menos incendiario y dejaron de imprimir su lema: No hacer concesiones con el gusto del público.

### Tras el juicio
En 1923, Anderson y Heap viajaron a París y conocieron a Pound y otros expatriados literarios durante el viaje. Si bien The Little Review continuó publicándose, la publicación se volvió irregular durante este tiempo. En 1925, tras estar en Europa un tiempo, Anderson y Heap se separaron: Heap regresó a Nueva York con The Little Review y Anderson permaneció en Europa.
Entre 1925 y 1929, Heap, como nuevo editora, convirtió a The Little Review en “el portavoz estadounidense de todos los nuevos sistemas de arte que el mundo moderno había producido”. Bajo la dirección de Heap, la revista publicó arte además de literatura y organizó dos exposiciones con la revista. Las exposiciones se titularon La Exposición de la Era de las Máquinas y La Exposición Internacional de Teatro. En mayo de 1929, el número final de The Little Review apareció como una serie de cartas y cuestionarios de colaboradores anteriores. Anderson reflexionó en su autobiografía, My Thirty Years' War, tras crear la revista como un lugar para registrar sus propios pensamientos: "decidí que ya había sido suficiente. Todo el mundo lo hacía, sobre todo el artista". 

## Números destacables
Fiel a sus cuatro objetivos de publicar "Literatura, Drama, Música, Arte", The Little Review comenzó como una revista de crítica pero también publicó poesía y ficción originales. Durante los primeros años, la revista publicó artículos que defendían la anarquía, así como la poesía experimental de Ezra Pound llamada Imagismo. Los temas tratados en el primer número (marzo de 1914) incluyeron reseñas de libros feministas, un ensayo sobre Nietzsche y piezas literarias escritas por Floyd Dell, Rupert Brooke y Alice Meynell. Los textos que Margaret Anderson seleccionó para este primer número establecieron la preocupación de la revista por el feminismo, el arte, la conversación y la crítica que siguió a lo largo de su carrera.

### Número de mayo de 1914 (Escándalo de Emma Goldman)
En el número de mayo de 1914, las simpatías anarquistas de Anderson se hicieron evidentes unos meses después de que comenzara la Little Review. El número de mayo de 1914 desató controversias sobre la revista ya que fue allí donde Anderson publicó su ensayo titulado El desafío de Emma Goldman en el que la elogió por su apoyo a la eliminación de la propiedad privada y la religión. La publicación de este número causó tal revuelo que varios de los patrocinadores de la revista retiraron su financiación, dejando a la revista en una situación difícil.

### Número de páginas en blanco (septiembre de 1916)

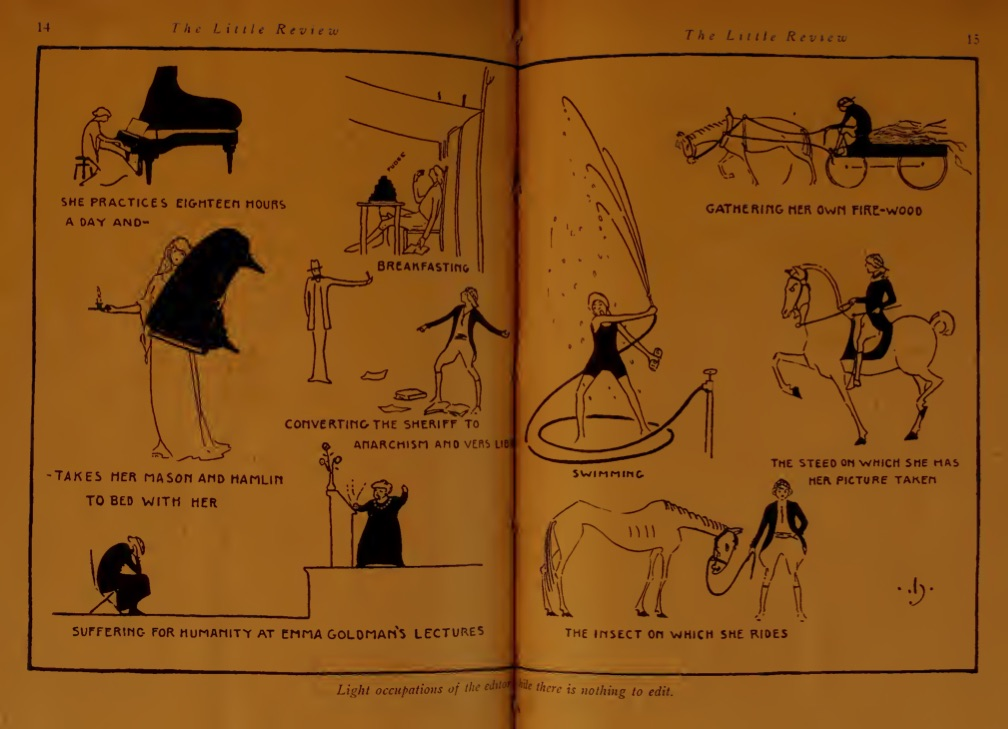
Las actividades diarias de la editora.

Uno de los pocos números publicados en California, en septiembre de 1916, presentaba  las páginas 1 a 13 en blanco. Anderson las defendió afirmando que no se había recibido trabajos de calidad, por lo que, como señalaba en la página uno, "la edición de septiembre se ofrece como un anuncio de búsqueda". En las páginas siguientes, Anderson publicó ensayos que eran ejemplo del interés de la revista: dos artículos sobre el caso de la bomba de San Francisco en el que Thomas Mooney y Warren Billings fueron acusados y condenados (aunque más tarde indultados) por detonar una bomba durante el ataque del 22 de julio por la entrada de Estados Unidos en la Primera Guerra Mundial y una reseña del libro Oscar Wilde: Su vida y confesiones de Frank Harris. Las páginas en blanco enfurecieron a algunos suscriptores mientras divirtió a otros. A algunos lectores no les hicieron gracia especialmente las caricaturas que ilustraban las actividades diarias de la editora. Estas muestran a la editora montando a caballo, tocando el piano y asistiendo a conferencias de Emma Goldman, entre otras actividades.

### Número deExiles(primavera de 1923)
En el número Exiles de primavera de 1923 se publicó obras de expatriados estadounidenses que vivían en París, así como de la vanguardia parisina, incluidos Ernest Hemingway, Gertrude Stein, George Antheil, EE Cummings, Fernand Léger y Hilda Doolittle. El número destaca por la inclusión de artistas franceses de vanguardia como Fernand Léger y Jean Cocteau, así como por su portada experimental que reflejaba los gustos de la editora Jane Heap.

### Número final
El número de 1929 de The Little Review puso fin a la publicación de la revista con “Confesiones y cartas” de más de cincuenta personas del arte, entre ellas James Joyce, Wyndham Lewis y Ezra Pound. El cuestionario, diseñado principalmente por Jane Heap, fue criticado por muchos de los artistas y, a menudo, respondieron con comentarios de que habían encontrado las preguntas poco interesantes. Incluso Anderson y Heap coincidieron en que las preguntas eran improductivas, Anderson terminó la publicación de la revista con un editorial en el número de 1929 en el que afirmaba, en referencia al cuestionario, que “ni siquiera el artista sabe de qué está hablando”. 

## Colaboradores
| Sherwood Anderson Hart Crane H.D. Floyd Dell T.S. Eliot Ford Madox Ford Emma Goldman James Joyce Amy Lowell Mina Loy Gertrude Stein Sara Teasdale (under the pseudonym "Frances Trevor") Elsa von Freytag-Loringhoven William Carlos Williams | Hans Arp Marcel Duchamp Max Ernst Fernand Léger Francis Picabia Pablo Picasso Joseph Stella |

En la edición de diciembre de 1919, la persona identificada como "Consejo Asesor" y que proporcionó parte del contenido de la revista estaba firmada simplemente como "jh". 

## Legado
La revista fue el tema de un documental nominado al Óscar por Cortometraje Documental, titulado Beyond Imagining: Margaret Anderson and the "Little Review" (1991), de Wendy L. Weinberg. 
Para celebrar la vida y obra de Margaret Anderson y su influencia en Little Review, en octubre de 2006 se inauguró en la Biblioteca Beinecke de la Universidad de Yale una exposición titulada "Sin concesiones: Margaret Anderson y Little Review ", que duró tres meses.